# Holigarna
Holigarna és un gènere de plantes dins la família Anacardiaceae. Té 12 espècies .
L'espècie tipus és Holigarna longifolia Buchanan-Hamilton ex Roxb.

## Taxonomia
| - Holigarna albicans - Holigarna arnottiana - Holigarna beddomei - Holigarna caustica - Holigarna ferruginea - Holigarna grahamii | - Holigarna helferi - Holigarna kurzii - Holigarna nigra - Holigarna racemosa - Holigarna wightii |